# Championnat de France de Formule 4 2011
Navigation
Édition précédente Édition suivante
La saison 2011 du championnat de France F4 se déroule du 9 avril au 30 octobre au sein du format GT Tour 2011 pour la majorité des épreuves. Elle est remportée par le Français Matthieu Vaxivière.

## Repère de début de saison
- Tous les pilotes (ou presque) sont débutants.
- Tous les meetings (excepté Spa-Francorchamps) font partie du GT Tour.

## Engagés
Toutes les voitures sont des Formule Renault 1.6.
| No. | Pilote                  | Manches |
| --- | ----------------------- | ------- |
| 1   | Andrea Pizzitola        | toutes  |
| 2   | Marie Baus-Coppens      | toutes  |
| 3   | Alexandre Mantovani     | toutes  |
| 4   | Aurélien Panis          | toutes  |
| 5   | Cyril Raymond           | toutes  |
| 6   | Jean Antunes            | 1       |
| 6   | Jonas Ramanauskas       | 5       |
| 6   | Maël le Gall            | 7       |
| 7   | Matthieu Vaxivière      | toutes  |
| 8   | Tomasz Krzeminski       | toutes  |
| 9   | Patrick Kujala          | toutes  |
| 10  | Alex Loan Ventura       | toutes  |
| 11  | Kévin Balthazar         | toutes  |
| 12  | Paul Petit              | toutes  |
| 14  | Francisco-Javier Suárez | toutes  |
| 15  | Pierre Gasly            | toutes  |
| 16  | Parth Ghorpade          | toutes  |
| 17  | Josh Fielding           | 1–3     |
| 17  | Sébastien Ogier         | 7       |
| 18  | Tristan Papavoine       | toutes  |
| 19  | Victor Colomé           | toutes  |
| 20  | Alexander Boquoi        | toutes  |
| 21  | Pierre Sancinéna        | toutes  |
| 22  | Jordan Perroy           | toutes  |

## Calendrier
| Manche | Manche | Date        | Meeting                    | Circuit                      | Lieu         | Pays/Région                             |
| ------ | ------ | ----------- | -------------------------- | ---------------------------- | ------------ | --------------------------------------- |
| 1      | C1     | 9 avril     | GT Tour Lédenon            | Circuit de Lédenon           | Lédenon      | Gard, Languedoc-Roussillon, France      |
| 1      | C2     | 10 avril    | GT Tour Lédenon            | Circuit de Lédenon           | Lédenon      | Gard, Languedoc-Roussillon, France      |
| 2      | C1     | 24 avril    | GT Tour Nogaro             | Circuit Paul Armagnac        | Nogaro       | Gers, Midi-Pyrénées, France             |
| 2      | C2     | 25 avril    | GT Tour Nogaro             | Circuit Paul Armagnac        | Nogaro       | Gers, Midi-Pyrénées, France             |
| 3      | C1     | 21 mai      | Grand Prix de Pau          | Circuit de Pau-Ville         | Pau          | Pyrénées-Atlantiques, Aquitaine, France |
| 3      | C2     | 22 mai      | Grand Prix de Pau          | Circuit de Pau-Ville         | Pau          | Pyrénées-Atlantiques, Aquitaine, France |
| 4      | C1     | 25 juin     | GT Tour Val-de-Vienne      | Circuit du Val de Vienne     | Le Vigeant   | Vienne, Poitou-Charentes, France        |
| 4      | C2     | 26 juin     | GT Tour Val-de-Vienne      | Circuit du Val de Vienne     | Le Vigeant   | Vienne, Poitou-Charentes, France        |
| 5      | C1     | 29 juillet  | 24 Heures de Spa           | Circuit de Spa-Francorchamps | Spa          | Wallonie, Belgique                      |
| 5      | C2     | 30 juillet  | 24 Heures de Spa           | Circuit de Spa-Francorchamps | Spa          | Wallonie, Belgique                      |
| 6      | C1     | 3 septembre | GT Tour Albi               | Circuit d'Albi               | Albi         | Tarn, Midi-Pyrénées, France             |
| 6      | C2     | 4 septembre | GT Tour Albi               | Circuit d'Albi               | Albi         | Tarn, Midi-Pyrénées, France             |
| 7      | C1     | 29 octobre  | Finale GT Tour Paul Ricard | Circuit Paul-Ricard          | Le Castellet | Var, Provence, France                   |
| 7      | C2     | 30 octobre  | Finale GT Tour Paul Ricard | Circuit Paul-Ricard          | Le Castellet | Var, Provence, France                   |

## Résultats
| Manche | Manche | Circuit                              | Date        | Pole Position      | Record du tour     | Vainqueur          |
| ------ | ------ | ------------------------------------ | ----------- | ------------------ | ------------------ | ------------------ |
| 1      | C1     | Circuit de Lédenon, Lédenon          | 9 avril     | Cyril Raymond      | Cyril Raymond      | Cyril Raymond      |
| 1      | C2     | Circuit de Lédenon, Lédenon          | 10 avril    | Cyril Raymond      | Cyril Raymond      | Andrea Pizzitola   |
| 2      | C1     | Circuit Paul Armagnac, Nogaro        | 24 avril    | Pierre Sancinéna   | Matthieu Vaxivière | Pierre Sancinéna   |
| 2      | C2     | Circuit Paul Armagnac, Nogaro        | 25 avril    | Pierre Sancinéna   | Matthieu Vaxivière | Pierre Sancinéna   |
| 3      | C1     | Circuit de Pau-Ville, Pau            | 21 mai      | Matthieu Vaxivière | Pierre Gasly       | Matthieu Vaxivière |
| 3      | C2     | Circuit de Pau-Ville, Pau            | 22 mai      | Matthieu Vaxivière | Matthieu Vaxivière | Matthieu Vaxivière |
| 4      | C1     | Circuit du Val de Vienne, Le Vigeant | 25 juin     | Matthieu Vaxivière | Andrea Pizzitola   | Andrea Pizzitola   |
| 4      | C2     | Circuit du Val de Vienne, Le Vigeant | 26 juin     | Matthieu Vaxivière | Matthieu Vaxivière | Matthieu Vaxivière |
| 5      | C1     | Circuit de Spa-Francorchamps, Spa    | 29 juillet  | Pierre Sancinéna   | Patrick Kujala     | Patrick Kujala     |
| 5      | C2     | Circuit de Spa-Francorchamps, Spa    | 30 juillet  | Pierre Sancinéna   | Andrea Pizzitola   | Pierre Gasly       |
| 6      | C1     | Circuit d'Albi, Albi                 | 3 septembre | Matthieu Vaxivière | Matthieu Vaxivière | Andrea Pizzitola   |
| 6      | C2     | Circuit d'Albi, Albi                 | 4 septembre | Matthieu Vaxivière | Tristan Papavoine  | Pierre Gasly       |
| 7      | C1     | Circuit Paul-Ricard, Le Castellet    | 29 octobre  | Pierre Gasly       | Matthieu Vaxivière | Pierre Gasly       |
| 7      | C2     | Circuit Paul-Ricard, Le Castellet    | 30 octobre  | Pierre Gasly       | Aurélien Panis     | Pierre Gasly       |

## Classement saison 2011

### Attribution des points
| Position | 1er | 2e | 3e | 4e | 5e | 6e | 7e | 8e | 9e | 10e | PP | MT |
| Points   | 25  | 18 | 15 | 12 | 10 | 8  | 6  | 4  | 2  | 1   | 1  | 1  |

### Classement pilotes

#### Championnat de France F4
| Pos.                                   | Pilote                  | LÉD  | LÉD  | NOG  | NOG  | PAU  | PAU  | VDV  | VDV  | SPA  | SPA  | ALB  | ALB  | LEC  | LEC  | Points |
| -------------------------------------- | ----------------------- | ---- | ---- | ---- | ---- | ---- | ---- | ---- | ---- | ---- | ---- | ---- | ---- | ---- | ---- | ------ |
| 1                                      | Matthieu Vaxivière      | 3    | 5    | 4    | 3    | 1    | 1    | Abd. | 1    | 4    | 3    | 2    | 3    | 3    | 2    | 146    |
| 2                                      | Andrea Pizzitola        | 2    | 1    | 3    | 2    | 7    | 7    | 1    | 2    | 6    | 5    | 1    | 10   | 16   | 4    | 121    |
| 3                                      | Pierre Gasly            | Abd. | Abd. | 10   | 10   | 3    | Abd. | 6    | 9    | 2    | 1    | 3    | 1    | 1    | 1    | 104    |
| 4                                      | Pierre Sancinéna        | 5    | 2    | 1    | 1    | Abd. | 2    | 3    | Abd. | Abd. | 4    | 5    | 4    | 4    | 16   | 104    |
| 5                                      | Patrick Kujala          | Abd. | 4    | 7    | 12   | 5    | 4    | 7    | 10   | 1    | 2    | 6    | 5    | 6    | Abd. | 76     |
| 6                                      | Cyril Raymond           | 1    | 12   | 5    | 19   | 2    | Abd. | 4    | 3    | 8    | Abd. | 9    | 14   | 11   | 9    | 64     |
| 7                                      | Alexandre Mantovani     | 18   | 3    | 2    | 4    | 10   | 5    | Np.  | 12   | 7    | 8    | 13   | 6    | 2    | Abd. | 61     |
| 8                                      | Tristan Papavoine       | 11   | 17   | Np.  | 5    | 4    | 9    | 2    | 4    | 9    | 9    | 4    | 8    | 7    | Abd. | 57     |
| 9                                      | Victor Colomé           | 4    | 7    | 12   | 8    | Abd. | Abd. | 11   | 5    | 3    | 10   | 8    | 2    | Dsq. | Ex.  | 47     |
| 10                                     | Aurélien Panis          | 8    | 18   | 11   | 7    | Abd. | 3    | 5    | 11   | 11   | 7    | 7    | 7    | 20   | 3    | 46     |
| 11                                     | Alex Loan Ventura       | 6    | Abd. | Abd. | 6    | 6    | Abd. | Abd. | 17   | 5    | 6    | 10   | 13   | 9    | 6    | 36     |
| 12                                     | Francisco-Javier Suárez | 7    | 9    | 6    | 15   | Abd. | Abd. | 9    | 7    | 18   | 11   | 11   | Abd. | 13   | 8    | 21     |
| 13                                     | Jordan Perroy           | 12   | 6    | 8    | 11   | Abd. | 6    | 16   | 13   | 13   | 13   | 12   | Abd. | 8    | 10   | 19     |
| 14                                     | Kévin Balthazar         | 9    | 8    | 18   | 14   | 11   | 10   | 8    | 8    | 10   | 12   | 17   | 12   | 10   | 11   | 16     |
| 15                                     | Parth Ghorpade          | 16   | 13   | 13   | 16   | 8    | 8    | 12   | 14   | Abd. | 15   | 16   | 9    | 14   | 7    | 13     |
| 16                                     | Paul Petit              | 13   | Abd. | 17   | Abd. | Abd. | 12   | 10   | 6    | 17   | 14   | 14   | Abd. | 19   | Abd. | 6      |
| 17                                     | Josh Fielding           | 14   | 10   | 9    | 9    | Abd. | Abd. |      |      |      |      |      |      |      |      | 5      |
| 18                                     | Tomasz Krzeminski       | 10   | 11   | 14   | 13   | 9    | 11   | 13   | 15   | 12   | 17   | 15   | 11   | 12   | 13   | 3      |
| 19                                     | Alexander Boquoi        | 17   | 16   | 16   | 18   | 12   | 13   | 14   | 16   | 15   | 16   | Np.  | Np.  | 15   | 14   | 0      |
| 20                                     | Marie Baus-Coppens      | 15   | 15   | 15   | 17   | 13   | Abd. | 15   | 18   | 16   | Abd. | Abd. | 15   | 17   | 15   | 0      |
| 21                                     | Jonas Ramanauskas       |      |      |      |      |      |      |      |      | 14   | 18   |      |      |      |      | 0      |
| 22                                     | Jean Antunes            | Abd. | 14   |      |      |      |      |      |      |      |      |      |      |      |      | 0      |
| Pilotes invités inéligibles aux points |                         |      |      |      |      |      |      |      |      |      |      |      |      |      |      |        |
| —                                      | Sébastien Ogier         |      |      |      |      |      |      |      |      |      |      |      |      | 5    | 5    | 0      |
| —                                      | Maël le Gall            |      |      |      |      |      |      |      |      |      |      |      |      | 18   | 12   | 0      |
| Pos.                                   | Pilote                  | LÉD  | LÉD  | NOG  | NOG  | PAU  | PAU  | VDV  | VDV  | SPA  | SPA  | ALB  | ALB  | LEC  | LEC  | Points |